# Cottanello

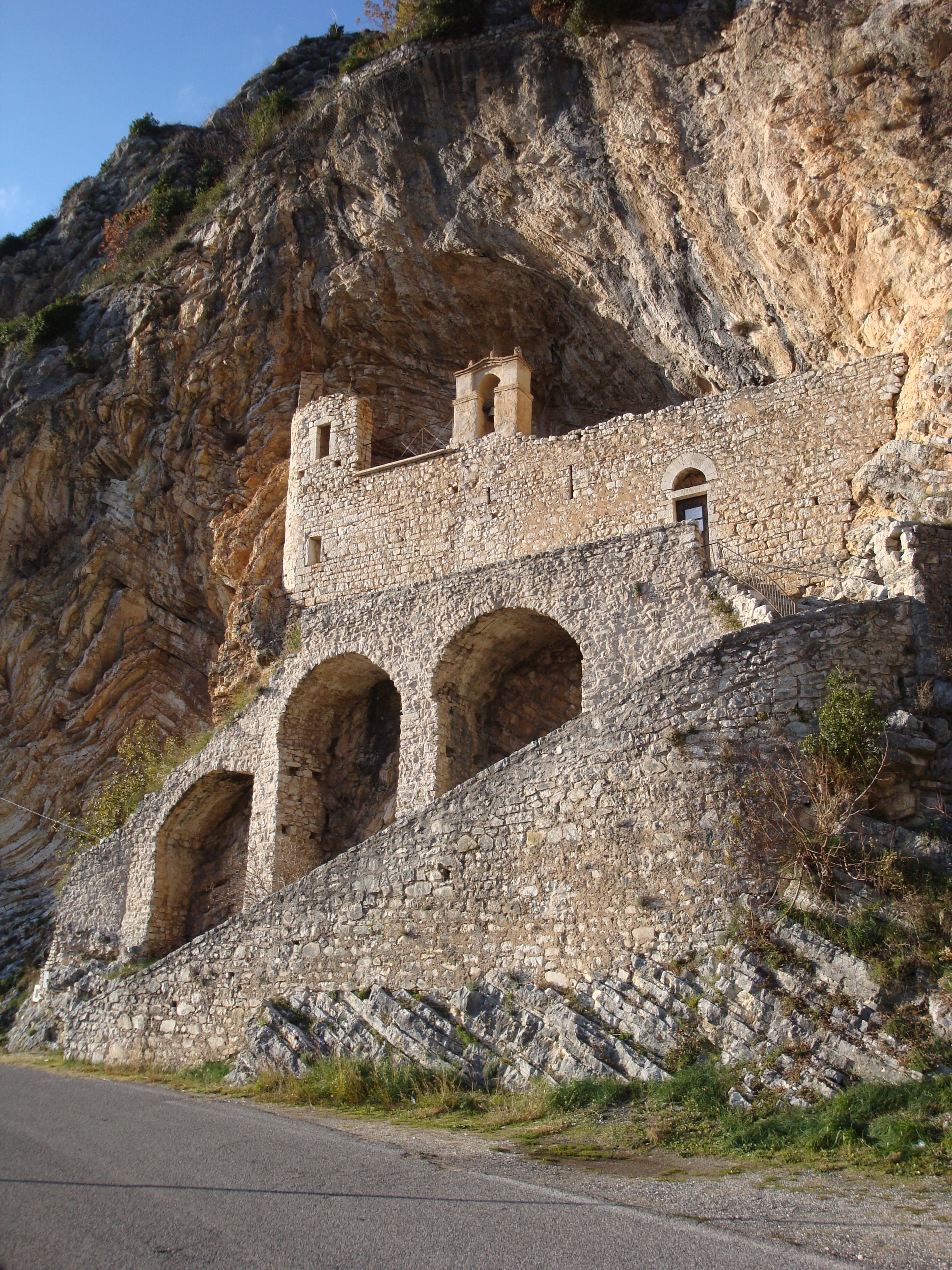
Eremo San Cataldo

Cottanello is een gemeente in de Italiaanse provincie Rieti (regio Latium) en telt 558 inwoners (31-12-2004). De oppervlakte bedraagt 36,4 km², de bevolkingsdichtheid is 16 inwoners per km².
De volgende frazioni maken deel uit van de gemeente: Castiglione, Colle della Fonte, Le Piane.

## Demografie
Cottanello telt ongeveer 266 huishoudens. Het aantal inwoners daalde in de periode 1991-2001 met 4,2% volgens cijfers uit de tienjaarlijkse volkstellingen van ISTAT.
| Jaar | Inwoneraantal |
| ---- | ------------- |
| 1991 | 597           |
| 2001 | 572           |

## Geografie
De gemeente ligt op ongeveer 551 m boven zeeniveau.
Cottanello grenst aan de volgende gemeenten: Configni, Contigliano, Greccio, Montasola, Stroncone (TR), Vacone.